# Bayramiç
Bayramiç là một huyện thuộc tỉnh Çanakkale, Thổ Nhĩ Kỳ. Huyện có diện tích 1284 km² và dân số thời điểm năm 2007 là 31372 người, mật độ 24 người/km².